# Saphanidus collarti
Saphanidus collarti is een keversoort uit de familie van de boktorren (Cerambycidae). De wetenschappelijke naam van de soort werd voor het eerst geldig gepubliceerd in 1956 door Lepesme & Breuning.